# Gamma (finance)
 (juillet 2021).
Si vous disposez d'ouvrages ou d'articles de référence ou si vous connaissez des sites web de qualité traitant du thème abordé ici, merci de compléter l'article en donnant les références utiles à sa vérifiabilité et en les liant à la section « Notes et références ».
Sur les marchés financiers, le gamma désigne à l'origine la dérivée partielle seconde du prix {\displaystyle P\,\!} d'une option par rapport au prix {\displaystyle S\,\!} de son actif sous-jacent :
{\displaystyle \gamma ={\frac {\partial ^{2}P}{\partial S^{2}}}}
Par extension, on l'emploie pour désigner la dérivée partielle seconde de la valorisation de toute position sur les marchés financiers par rapport au prix ou au taux d'un actif particulier.
En anglais, la dérivée seconde du prix d'une obligation à taux fixe par rapport à son taux actuariel est appelée bond convexity.
La dérivée première est, elle, appelée delta pour les options ou, tout simplement, position pour les autres instruments, et c'est donc la mesure principale du risque. Néanmoins, seule une position dont le gamma est nul ne demandera pas d'ajustement pour conserver le même risque en cas de variation du niveau du marché. 
Une position dotée d'un gamma positif, comme un achat d'options, implique d'ajuster les proportions dans un sens favorable, c’est-à-dire de vendre un actif dont le prix a monté ou en acheter un dont le prix a baissé. Dans le cas de nombreux petits mouvements de marché sans direction particulière, les ajustements de la position apportent donc des gains récurrents. En contrepartie de cet avantage, d'une façon générale, mais pas toujours, la détention de ce type de positions est coûteuse. 
À l'inverse, une position dotée d'un gamma négatif, comme une vente d'options, implique qu'il faudra ajuster les proportions dans un sens défavorable, c’est-à-dire à chaque fois vendre un actif dont le prix a baissé ou acheter un actif dont le prix a monté. Une telle position peut être dangereuse en cas de marchés agités. 
Depuis les années 1990, la prise en compte du gamma intervient de plus en plus directement dans la formation des prix des instruments financiers. Un exemple particulièrement spectaculaire en est, sur les marchés de taux d'intérêt, le « biais de convexité » (en anglais : convexity bias) qui amène, pour corriger leur différence de gamma, les futures éloignés sur IBOR à avoir des taux inférieurs de plusieurs points de base, voire plusieurs dizaines de points de base à ceux des FRA correspondants.  
Voir aussi :
- Lettres grecques en mathématiques financières
- Modèle Black-Scholes
- Value at risk